# Winnipeg Beach
Winnipeg Beach ist eine Kleinstadt, die sich in der Interlake Region in der kanadischen Provinz Manitoba befindet. Die Stadt wurde im Jahre 1900 von Sir William Whyte gegründet und befindet sich in der Nähe des Highway 9 und Highway 229 südwestlich vom Lake Winnipeg und ca. 56 km nördlich von der Großstadt Winnipeg. Die Kleinstadt grenzt an die Rural Municipality of Gimli, die Rural Municipality of St. Andrews sowie den Lake Winnipeg. Im Jahr 2011 betrug die Einwohnerzahl 1.011. Die nächstgelegenen Kleinstädte sind Dunnottar, Gimli, Teulon, Clandeboye, Sandy Hook und Selkirk.

## Geschichte
Im Jahre 1900 kaufte die Canadian Pacific Railway (CPR) 13 Hektar unbebautes Land 56 km nördlich von Winnipeg. Kurze Zeit später begann man mit dem Bau der Kleinstadt. Zur Förderung der Ansiedlung wurden mehrere Werbekampagnen gestartet. So wurde der 3 km lange Sandstrand hervorgehoben und es wurden verschiedene touristische Einrichtungen erbaut. Es folgten weitere Hotels, ein Pier und Parks. 1913 wurde Winnipeg Beach so beliebt, dass die CPR 13 Züge einsetzen musste, die zwischen Winnipeg Beach und der Großstadt Winnipeg pendelten. Um 1950 verblasste die Attraktivität der Kleinstadt. Der Freizeitpark wurde im Jahre 1964 geschlossen. Der Strand jedoch blieb ein beliebtes Ausflugsziel.

## Gegenwart
Nachdem der Freizeitpark geschlossen wurde, investierte die Provinz Manitoba in die Stadt und baute diese in ein Erholungsgebiet um. Im Zuge dessen wurden mehrere Restaurants, Hotels und ein Skateboarding Park errichtet. Des Weiteren wurden größere Parkmöglichkeiten geschaffen, um genügend Kapazitäten in den Sommermonaten zu haben.

## Galerie

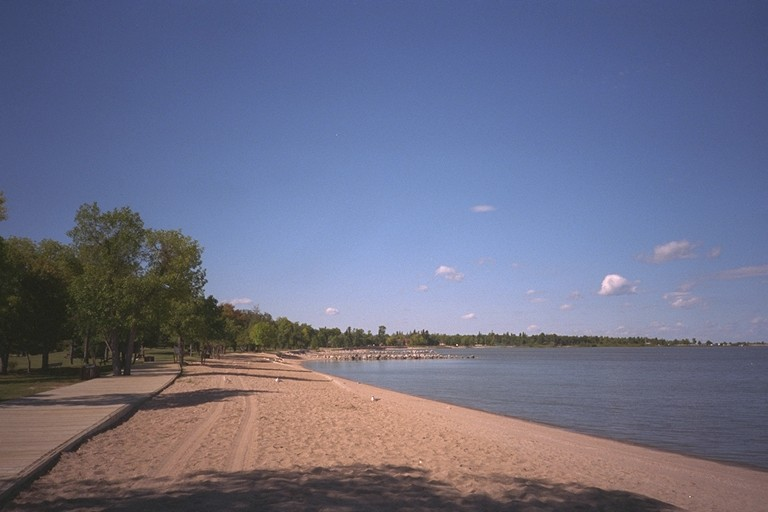
Sandstrand am Winnipeg Beach
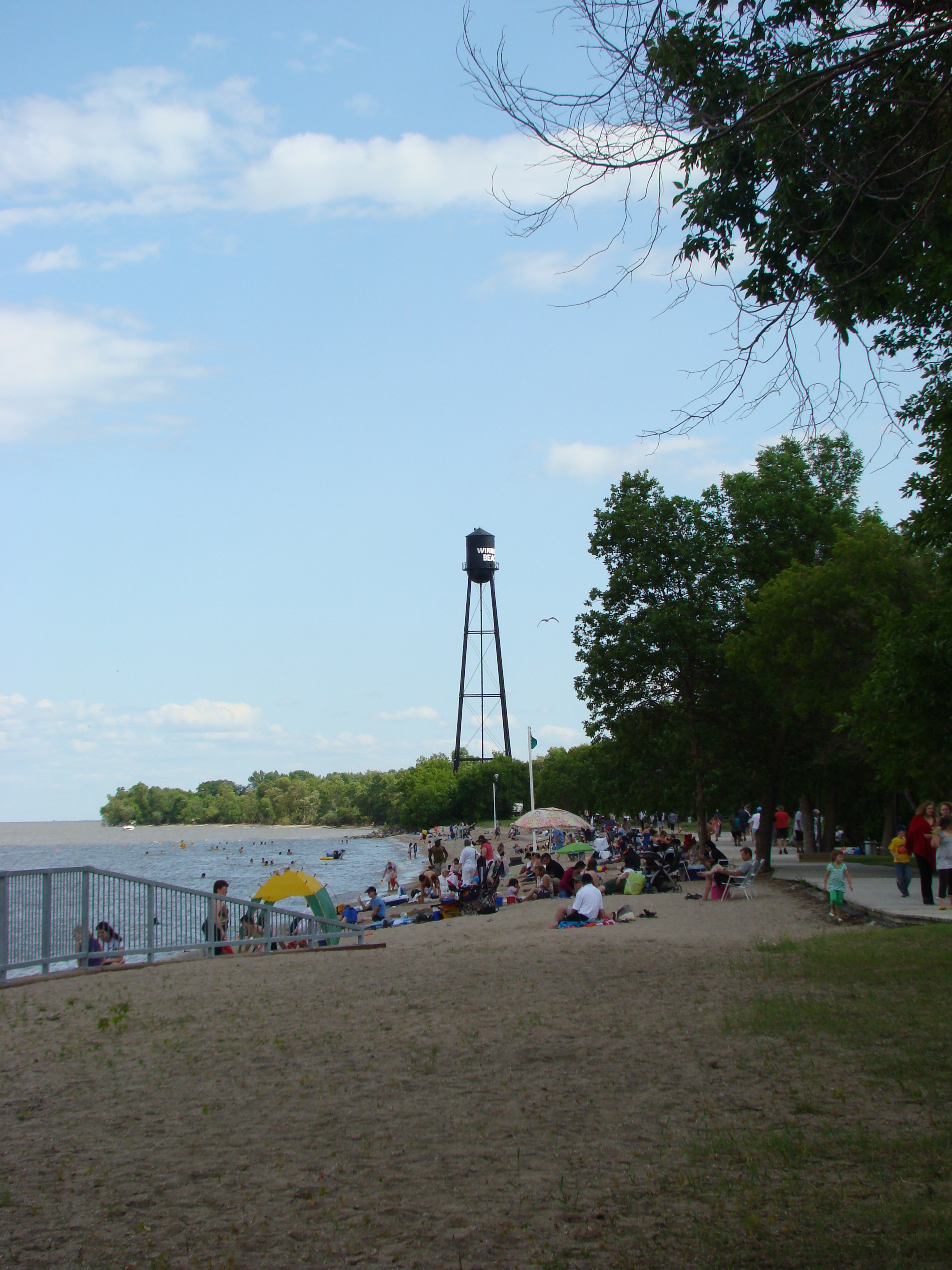
Strand mit Wasserturm
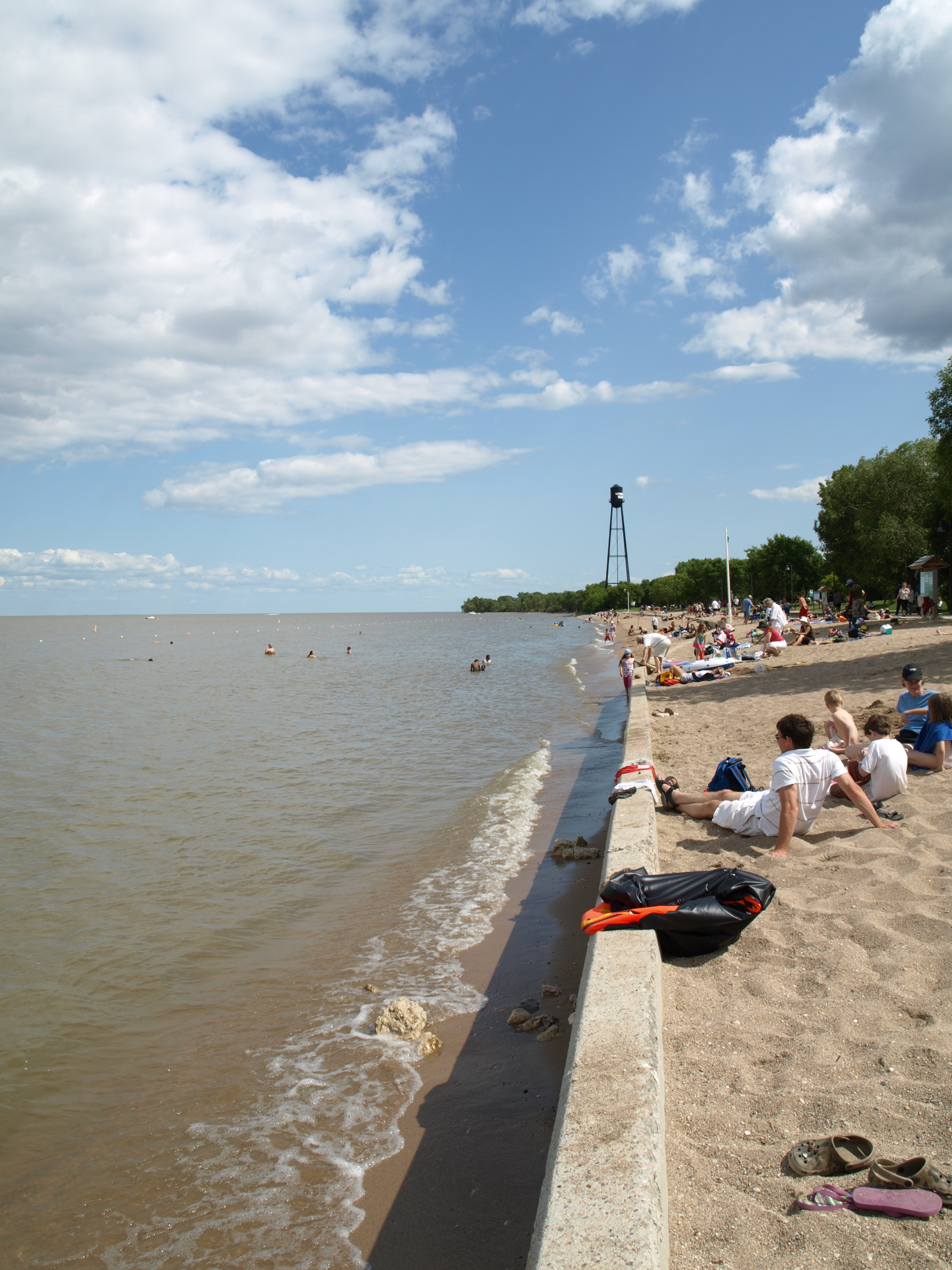
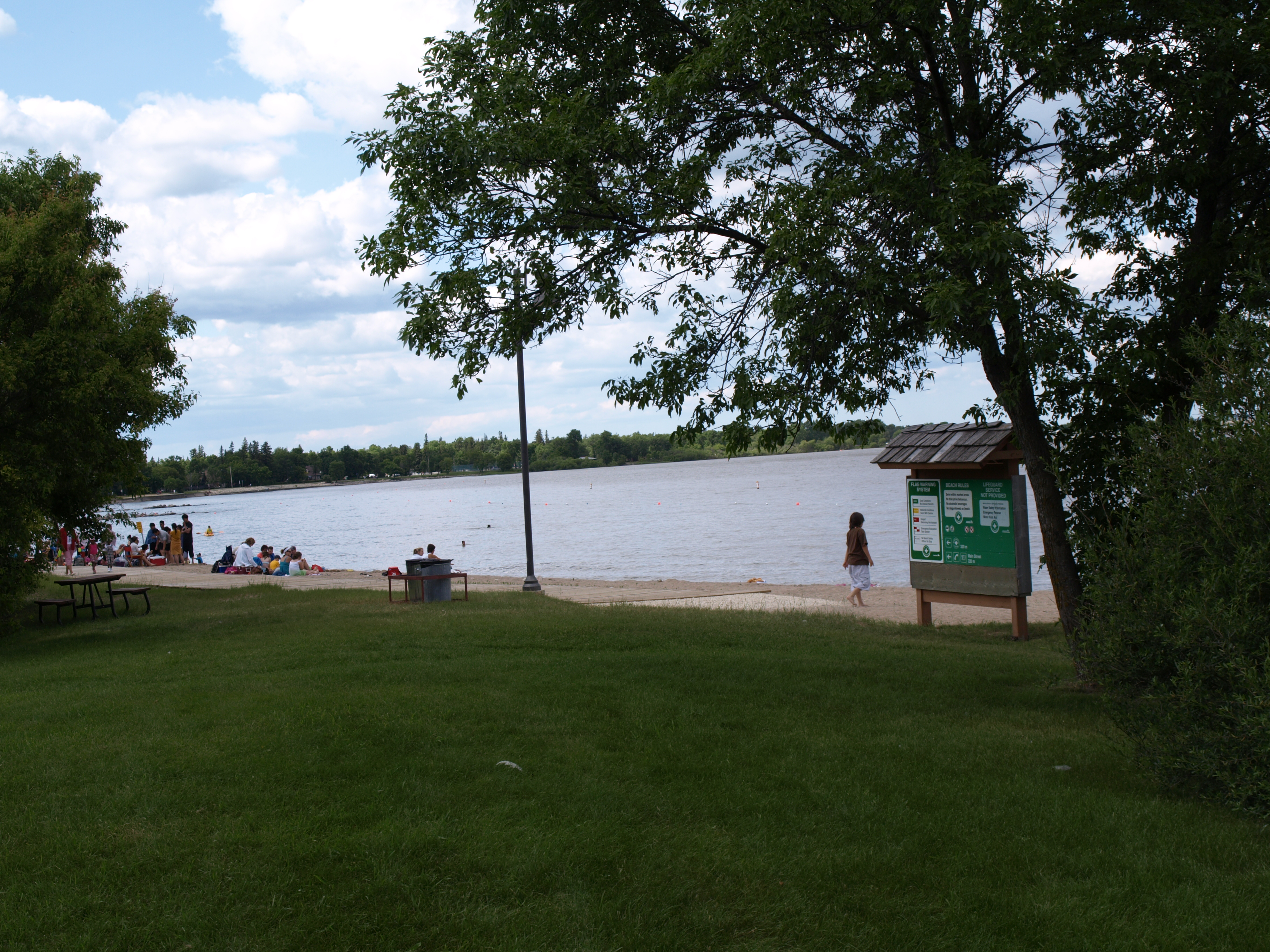
Grünanlagen